# IK Sleipner

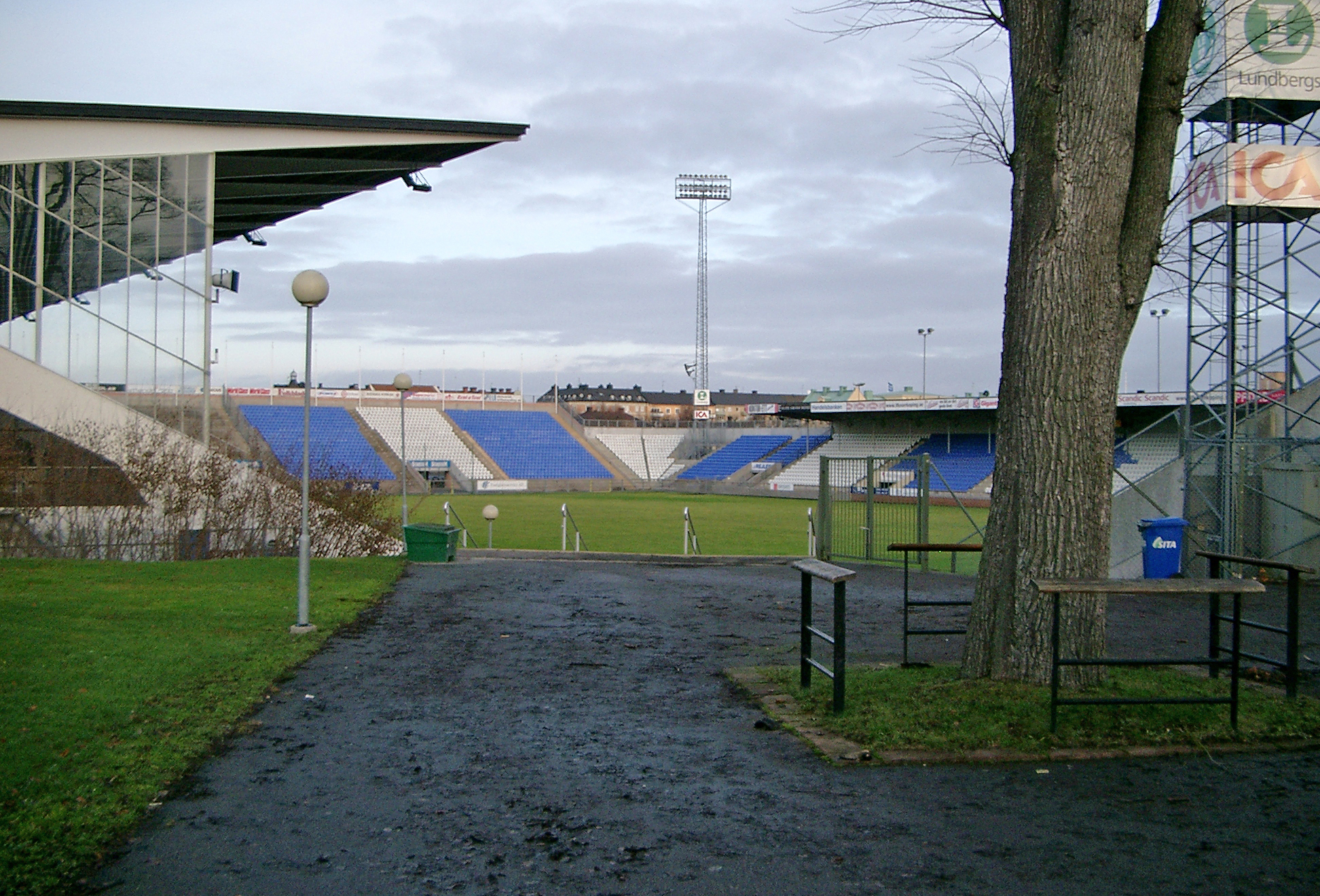
Stadion Idrottsparken.

IK Sleipner (celým názvem Idrottsklubben Sleipner) je švédský fotbalový klub z města Norrköping, který byl založen 27. dubna 1903. Svá domácí utkání hraje na stadionu Idrottsparken.
Jediným výrazným úspěchem klubu na domácí scéně je vítězství ve švédské nejvyšší lize Allsvenskan v sezóně 1937/38. O sezónu dříve (1936/37) skončil v Allsvenskan na druhé příčce za vítězným mužstvem AIK Stockholm. V pohárové soutěži Svenska Cupen se jednou umístil na druhé příčce (v premiérovém roce 1941), když ve finále v Solně podlehl týmu Helsingborgs IF 1:3.

## Úspěchy
- Allsvenskan - 1× vítěz (1937/38)[2]